# 紅海鈍鰕虎魚
紅海鈍鰕虎魚（学名：Amblygobius sphynx）為輻鰭魚綱鰕虎鱼目鰕虎魚科鈍鰕虎魚屬的其中一種，分布於印度西太平洋區，包括莫三比克、馬達加斯加、葛摩、留尼旺、塞席爾群島、模里西斯、馬爾地夫、日本、菲律賓、帛琉、印尼等海域，棲息深度可達15公尺，體長可達18公分，生活在礁沙混合區海域，通常成對出現，會掘砂築巢，以小型無脊椎動物等為食。

## 扩展阅读
維基物種上的相關：紅海鈍鰕虎魚